# HD 162020
HD 162020 ist ein rund 30 Parsec (100 Lichtjahre) von der Erde entfernter Stern der Spektralklasse K3 mit einer scheinbaren Helligkeit von 9,1 mag. Der Stern weist etwa drei Viertel der Masse unserer Sonne auf.
Der Stern wird von einem massearmen spektroskopischen Begleiter umrundet, bei dem es sich um einen Roten Zwerg oder um einen Braunen Zwerg handeln könnte. Das Objekt hat eine Mindestmasse von 14 Jupitermassen und eine Umlaufperiode von 8,4 Tagen.